# Feihyla kajau
Espèce
Synonymes
- Rhacophorus kajau Dring, 1984 "1983"

Statut de conservation UICN

 LC  : Préoccupation mineure
Feihyla kajau est une espèce d'amphibiens de la famille des Rhacophoridae.

## Répartition
Cette espèce est endémique de Bornéo. Elle se rencontre :
- en Malaisie orientale dans les États du Sabah et du Sarawak ;
- en Indonésie au Kalimantan ;
- au Brunei.

## Publication originale
- Dring, 1984 "1983" : Some new frogs from Sarawak. Amphibia-Reptilia, vol. 4, p. 103-115.